# 横屋猷
横屋 猷（よこや ゆう、1891年（明治24年）8月5日 - 1969年（昭和44年））は、日本の水産学者である。甲殻類の分野で大きな成果あげ、有名なボタンエビを発見した人物として知られている。長崎大学水産学部教授を務めた。長兄は、日本競馬会常務理事の横屋潤。岡山県高梁市出身。

## 経歴

### 生い立ち
1891年（明治24年）に岡山県上房郡高梁町（現：高梁市）の新見藩士族である横屋善次の三男として生れる。猷の祖父である横屋幸喬（読み：ゆきたか）は新見藩の槍術師南役であった。兄である長男横屋潤は日本競馬会（現：日本中央競馬会）の設立と常務理事を務め、次男横屋憲は倉敷紡績工場長・日華紡織監査役を務めた。親戚には、イェール大学卒業後、北海道拓殖銀行・十五銀行（後の三井銀行）常務取締役を務めた横山昌次郎がいる。
1905年（明治37年）地元に近い旧制岡山県立高梁中学（現：岡山県立高梁高等学校）に進学する。1910年（明治43年）に卒業し、同年推薦により旧制第六高等学校へ進学する。1913年（大正2年）に卒業し、東京帝国大学農学部水産学科へ進学する。1916年（大正5年）に同校を卒業し、蟹水産学士となった。

### 水産学者として
卒業後、東大農学部助手となる。その後、大学で研究をしながら本の執筆活動など行っていた。特に、横屋を有名にしたのは、1933年（昭和8年）蒼鷹丸の調査で採取された日本周辺大陸棚に棲息する甲殻類十脚類の中に多数の新種が見つかったことである。この調査で、ボタンエビ（学名：Pandalus nipponensis Yokoya）を発見し、これ以外にもソウヨウアナエビ等の新種にも発見者の横屋の名前が付いている。
この調査で名を挙げた横屋は、その後、1941年（昭和16年）に朝鮮総督府水産試験場へ技術支援を行うなど、水産業の発展に力を入れた。第二次世界大戦後は、その活躍が認められて1947年（昭和22年）56歳で東京大学農学部教授となる。1951年（昭和26年）には、新制長崎大学で水産学部を創設するにあたり、創設時教授となった。さらに、1961年（昭和36年）4月には、日本甲殻類学会の設立にも深く関わり、甲殻類研究の普及に努めた。
また、北九州市自然史・歴史博物館では、現在でも横屋の甲殻類コレクションが収蔵されている。横屋の研究によって、日本産カニ類相が明らかにされてきたことはよく知られており、現在でも日本産カニ類の分類学的研究には欠かせない重要文献である。
横屋は、1969年（昭和44年）死去した。

## 家族
- 横屋幸喬（祖父）新見藩槍術指南役
- 横屋善次（父親）新見藩士族・幸喬の次男
- 横屋潤（長男）東大農学部卒。日本競馬会の常務理事、日本競馬設立に多大な貢献があった。
- 横屋憲（次男）倉敷紡績工場長、日華紡織監査役
- 横山昌次郎（親戚）イェール大卒。北海道拓殖銀行・十五銀行（後の三井銀行）常務取締役。